# Richard van Cornwall
Richard van Cornwall (Winchester, 5 januari 1209 – Berkhamsted, 2 april 1272) uit het huis Plantagenet was graaf van Poitou (aangeduid voor 14 augustus 1225, op 21 augustus 1227 voor het eerst zo genoemd - aanspraken opgegeven rond december 1243), graaf van Cornwall (Earl of Cornwall) (sinds 30 mei 1227), en vanaf 13 januari 1257 (gekroond op 17 mei 1257) rooms-Duits koning.

## Leven
Richard werd geboren als tweede zoon van Isabella van Angoulême en haar eerste echtgenoot Jan zonder Land. Hij was een neef van Richard Leeuwenhart en kleinzoon van Eleonora van Aquitanië en broer van de latere Hendrik III. Hij groeide op in het Marlborough Castle onder de hoede van zijn moeder. In 1213 nam zijn vader hem mee op een reis naar Noord-Engeland en in 1214 op de vergeefse veldtocht in het Franse graafschap Poitou (slag bij Roche-aux-Moines). Toen in 1215 een deel van de adellijke oppositie openlijk tegen de koning rebelleerde, werd Richard in april naar Corfe Castle gebracht en onder de hoede van Peter de Maulay geplaatst.  Zijn opvoeding werd toevertrouwd aan Roger van Acaster, die vermoedelijk uit Mulgrave, een heerlijkheid van de Maulay in Yorkshire afkomstig was. Toen Richard volwassen was, schonk hij aan Roger grondbezit in Cornwall. In oktober 1216 stierf Richards vader, waarop Richards oudere broer als Hendrik III de nieuwe koning werd. Hendrik was evenwel nog minderjarig, waardoor een regentschapsraad voor hem de regering opnam. Enkele maanden later keerde hun moeder Isabella naar haar Franse thuisland terug, waar ze in 1220 in het huwelijk trad met de Franse graaf Hugo X van Lusignan. Richard bleef onder de hoede van de Maulay tot deze het bevel kreeg om hem in mei 1220 voor de nieuwe kroningsplechtigheid van zijn broer naar Londen te brengen. Tot misnoegen van de Maulay werd hij daarna niet opnieuw onder zijn hoede geplaatst, maar bleef hij aan het koninklijk hof.
Hij werd toen hij acht jaar oud was aangesteld als High Sheriff van Berkshire, kreeg in 1225 op zestienjarige leeftijd de titel van graaf van Poitou en kreeg datzelfde jaar nog van zijn broer, die sinds 1216 koning was, Cornwall als verjaardagsgeschenk, en werd dat jaar ook aangesteld als High Sheriff van Cornwall.
Als jongere broer van koning Hendrik III van Engeland deed hij al vroeg militaire ervaring op tijden een expeditie in Gascogne van 1225 tot 1227. In Frankrijk steunde hij de oppositie van de baronnen onder leiding van Peter Mauclerc tegen de regerende koningin Blanca van Castilië. Toen de rebellen in maart 1227 in Vendôme de strijd onderbraken, keerde Richard terug naar Engeland.
Door zijn nauwe band met zijn broer koning Hendrik III en door zijn administratieve talent kreeg Richard de opdracht het beheer van de Kruistochtgelden en de verantwoordelijkheid voor de koninklijke muntslag op zich te nemen. Zo slaagde hij erin voor zichzelf een groot vermogen op te bouwen.
Op 13 of 30 maart 1231 trad hij in het huwelijk met Isabella van Pembroke.
Richard van Cornwall werd in juli 1235 door het huwelijk van Frederik II met zijn zus Isabella een zwager van de Staufen. Hij ondernam onder andere een poging, de geëxcommuniceerde Frederik II met paus Gregorius IX te verzoenen.

### Kruistocht van de baronnen (1240-1242)
In september 1240 leidde Richard een Engels kruisvaardersleger naar het Heilige Land. Hij laste op zijn weg naar het Heilige Land een tussenstop in, om zijn zwager in diens koninkrijk Sicilië te bezoeken. Een Frans kruisvaardersleger onder leiding van Theobald van Champagne was daar reeds in 1239 aangekomen en op de diplomatieke aanbiedingen van de elkaar bekampende islamitische Ajjoebiden-rijken van Caïro en Damascus ingegaan. Als eerste had Damascus aan hen Galilea afgestaan en ten slotte had Caïro hen toegezegd, hen al de gebieden ten westen van de Jordaan over Jeruzalem tot Asjkelon af te staan. Theobald was kort voor Richards aankomst afgereisd en liet het aldus aan Richard over om de laatste akkoorden uit te werken. Dit was de grootste terreinwinst voor de kruisvaarders sinds de Eerste Kruistocht. Richard waakte ook over de heroprichting van de citadel van Asjkelon en de vrijlating van de gevangen en de teraardebestelling van de in de Slag bij Gaza, die de Fransen in 1239 hadden verloren, gevallen kruisvaarders.

### Huwelijk met Sancha van Provence
Om hem tevreden te houden stelde Hendrik III en Eleonora van Provence nadat hij rond 28 januari 1242 was teruggekeerd in Engeland voor dat hij zou trouwen met Sancha van Provence (een zus van Eleonora). Richard had haar reeds op zijn tocht naar het Heilige Land in het graafschap Provence ontmoet, toen hij daar een warm welkom had gekregen van haar vader Raymond Berengarius V van Provence en zou toen reeds verliefd zijn geworden op de knappe Sancha.
Na zijn terugkeer naar Engeland begeleidde Richard zijn broer op een veldtocht tegen Frankrijk in Saintonge. Daar moesten ze echter in juli 1242 in de slag bij Taillebourg een nederlaag tegen koning Lodewijk IX van Frankrijk incasseren. En het was slechts aan de status van Richard als Kruisvaarder te danken dat de Engelsen één dag wapenstilstand werd gegund om zich terug te trekken, iets dat Richards broer Hendrik wist te appreciëren. Hoewel Hendrik zijn broer - omwille van tegenkanting van zijn vrouw - niet Gascogne kon schenken, werd hem wel het graafschap Cornwall (county of Cornwall), de Honours van Wallingford en Eye, samen met gronden met geschatte jaarlijkse opbrengst van £500 per jaar toegekend.
Richard en Sancha (die door de Engelsen Cynthia zou worden genoemd) trouwden op 23 november 1243 te Westminster. Dit huwelijk haalde zijn banden met de royalistische partij aan (want men vreesde dat hij anders de kant van de baronnen zou kunnen kiezen). Bovendien zorgde het huwelijk van Eleonora's en Sancha's jongste zus Beatrix van Provence met Karel I van Napels (de broer van de Franse koning) en huwelijk van hun oudste zus Margaretha van Provence met Lodewijk IX van Frankrijk. De huwelijken van de koning van Engeland en de koning van Frankrijk en hun broers met de vier dochters van de graaf van Provence zou de relaties tussen beiden landen verbeteren en leiden tot het Verdrag van Parijs (1259).

### Rooms-Duits koning (1257-1272)
In 1252/1253 bood Paus Innocentius IV hem het koninkrijk Sicilië aan, wat hij echter wegens het ontbreken van verdere ondersteuning afwees.
In de dubbelverkiezing van 1256/1257 van een rooms-Duits koning na de dood van Willem II van Holland (1256) koos de zogenaamde "Engelse partij" van Duitse keurvorsten (Keulen, Mainz, de Palts), met behulp van de gekochte stem van Bohemen, Richard tot rooms-Duits koning. Hij werd in Aken gekroond, maar kon zich evenmin laten gelden als zijn tegenkoning Alfons X van Castilië.
Richard zou zijn broer blijven steunen in zijn strijd tegen de baronnen en vocht in 1265 mee in de slag bij Evesham, waarbij hij, zijn oudste broer en zijn neef werden gevangengenomen.
Nadat zijn tweede vrouw, Sancha van de Provence, in 1261 was gestorven, hertrouwde hij ten slotte in 1269 met Beatrix van Valkenburg.
In Duitsland hield hij zich slechts viermaal voor korte tijd op (voor het laatst in 1269). Zijn eigenlijke opvolger Rudolf I van Habsburg – Alfons van Castilië trad reeds weinig maanden na Richards dood terug als rooms-Duits koning – maakte een einde aan het zogenaamde Interregnum, waarin het idee van de zeven keurvorsten als feitelijke territoriale heersers en als college dat de nieuwe koning koos, vaste voet kreeg.

## Huwelijk en nakomelingen

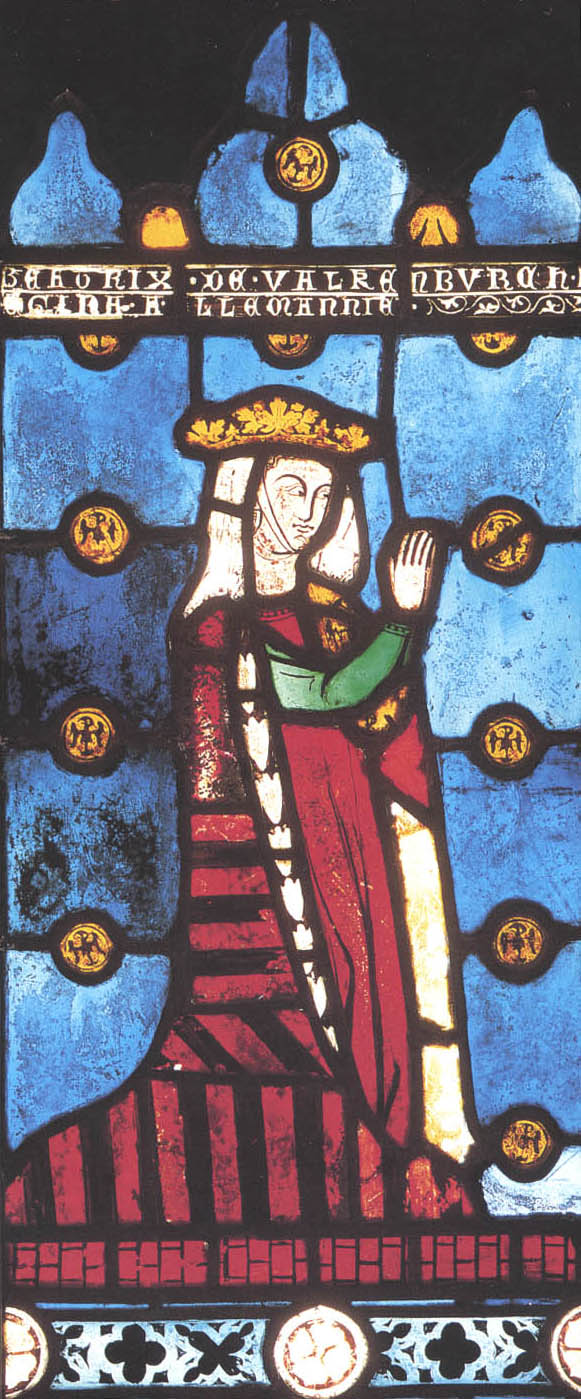
13e-eeuwse afbeelding van Beatrix van Valkenburg, Richards weduwe, als rooms-Duitse koningin.

Uit zijn huwelijk met Isabella van Pembroke had hij verscheidene kinderen:
- Jan van Cornwall (1232–1233)
- Isabella van Cornwall (1233–1234)
- Hendrik van Almain (1235–1271)
- Nicholas van Cornwall (17 januari 1240), stierf kort na zijn geboorte en werd naast zijn moeder bijgezet.

Uit zijn huwelijk met Sancha van Provence had hij drie zonen:
- Richard van Cornwall (1246–1246)
- Edmund, 2e Earl of Cornwall (1250–1300), getrouwd met Margaret de Clare (-1312)
- Richard van Cornwall (1252–1296)

Het huwelijk met Beatrix van Valkenburg bleef kinderloos.

## Kwartierstaat (voorouders)
| Godfried V van Anjou (1113-1151) | Godfried V van Anjou (1113-1151) | Godfried V van Anjou (1113-1151) | Godfried V van Anjou (1113-1151) | Godfried V van Anjou (1113-1151)     | Godfried V van Anjou (1113-1151)     | Mathilde van Engeland (ca. 1102-1167) | Mathilde van Engeland (ca. 1102-1167) | Mathilde van Engeland (ca. 1102-1167) | Mathilde van Engeland (ca. 1102-1167) | Mathilde van Engeland (ca. 1102-1167) | Mathilde van Engeland (ca. 1102-1167) |                                 |                                 | Willem X van Aquitanië (1099-1137) | Willem X van Aquitanië (1099-1137) | Willem X van Aquitanië (1099-1137)          | Willem X van Aquitanië (1099-1137)          | Willem X van Aquitanië (1099-1137)          | Willem X van Aquitanië (1099-1137)          | Aénor van Châtellerault (ca. 1103-1130)     | Aénor van Châtellerault (ca. 1103-1130)     | Aénor van Châtellerault (ca. 1103-1130) | Aénor van Châtellerault (ca. 1103-1130) | Aénor van Châtellerault (ca. 1103-1130) | Aénor van Châtellerault (ca. 1103-1130) |                                  |                                  | Willem VI van Angoulême (overleden in 1179) | Willem VI van Angoulême (overleden in 1179) | Willem VI van Angoulême (overleden in 1179) | Willem VI van Angoulême (overleden in 1179) | Willem VI van Angoulême (overleden in 1179) | Willem VI van Angoulême (overleden in 1179) | Margaretha van Turenne                | Margaretha van Turenne                | Margaretha van Turenne                | Margaretha van Turenne                | Margaretha van Turenne                  | Margaretha van Turenne                  |                                         |                                         | Peter I van Courtenay (1126-1180/1183)  | Peter I van Courtenay (1126-1180/1183)  | Peter I van Courtenay (1126-1180/1183)      | Peter I van Courtenay (1126-1180/1183)      | Peter I van Courtenay (1126-1180/1183)      | Peter I van Courtenay (1126-1180/1183)      | Elisabeth van Courtenay (1127-1205)         | Elisabeth van Courtenay (1127-1205)         | Elisabeth van Courtenay (1127-1205) | Elisabeth van Courtenay (1127-1205) | Elisabeth van Courtenay (1127-1205) | Elisabeth van Courtenay (1127-1205) |  |  |  |  |  |  |  |  |  |  |  |  |  |  |  |  |  |  |  |  |  |  |  |  |  |  |  |  |  |  |  |  |  |  |  |  |  |  |  |  |  |  |  |  |  |  |  |  |
| Godfried V van Anjou (1113-1151) | Godfried V van Anjou (1113-1151) | Godfried V van Anjou (1113-1151) | Godfried V van Anjou (1113-1151) | Godfried V van Anjou (1113-1151)     | Godfried V van Anjou (1113-1151)     | Mathilde van Engeland (ca. 1102-1167) | Mathilde van Engeland (ca. 1102-1167) | Mathilde van Engeland (ca. 1102-1167) | Mathilde van Engeland (ca. 1102-1167) | Mathilde van Engeland (ca. 1102-1167) | Mathilde van Engeland (ca. 1102-1167) |                                 |                                 | Willem X van Aquitanië (1099-1137) | Willem X van Aquitanië (1099-1137) | Willem X van Aquitanië (1099-1137)          | Willem X van Aquitanië (1099-1137)          | Willem X van Aquitanië (1099-1137)          | Willem X van Aquitanië (1099-1137)          | Aénor van Châtellerault (ca. 1103-1130)     | Aénor van Châtellerault (ca. 1103-1130)     | Aénor van Châtellerault (ca. 1103-1130) | Aénor van Châtellerault (ca. 1103-1130) | Aénor van Châtellerault (ca. 1103-1130) | Aénor van Châtellerault (ca. 1103-1130) |                                  |                                  | Willem VI van Angoulême (overleden in 1179) | Willem VI van Angoulême (overleden in 1179) | Willem VI van Angoulême (overleden in 1179) | Willem VI van Angoulême (overleden in 1179) | Willem VI van Angoulême (overleden in 1179) | Willem VI van Angoulême (overleden in 1179) | Margaretha van Turenne                | Margaretha van Turenne                | Margaretha van Turenne                | Margaretha van Turenne                | Margaretha van Turenne                  | Margaretha van Turenne                  |                                         |                                         | Peter I van Courtenay (1126-1180/1183)  | Peter I van Courtenay (1126-1180/1183)  | Peter I van Courtenay (1126-1180/1183)      | Peter I van Courtenay (1126-1180/1183)      | Peter I van Courtenay (1126-1180/1183)      | Peter I van Courtenay (1126-1180/1183)      | Elisabeth van Courtenay (1127-1205)         | Elisabeth van Courtenay (1127-1205)         | Elisabeth van Courtenay (1127-1205) | Elisabeth van Courtenay (1127-1205) | Elisabeth van Courtenay (1127-1205) | Elisabeth van Courtenay (1127-1205) |  |  |  |  |  |  |  |  |  |  |  |  |  |  |  |  |  |  |  |  |  |  |  |  |  |  |  |  |  |  |  |  |  |  |  |  |  |  |  |  |  |  |  |  |  |  |  |  |
|                                  |                                  |                                  |                                  |                                      |                                      |                                       |                                       |                                       |                                       |                                       |                                       |                                 |                                 |                                    |                                    |                                             |                                             |                                             |                                             |                                             |                                             |                                         |                                         |                                         |                                         |                                  |                                  |                                             |                                             |                                             |                                             |                                             |                                             |                                       |                                       |                                       |                                       |                                         |                                         |                                         |                                         |                                         |                                         |                                             |                                             |                                             |                                             |                                             |                                             |                                     |                                     |                                     |                                     |  |  |  |  |  |  |  |  |  |  |  |  |  |  |  |  |  |  |  |  |  |  |  |  |  |  |  |  |  |  |  |  |  |  |  |  |  |  |  |  |  |  |  |  |  |  |  |  |
|                                  |                                  |                                  |                                  | Hendrik II van Engeland (1133-1189)  | Hendrik II van Engeland (1133-1189)  | Hendrik II van Engeland (1133-1189)   | Hendrik II van Engeland (1133-1189)   | Hendrik II van Engeland (1133-1189)   | Hendrik II van Engeland (1133-1189)   |                                       |                                       |                                 |                                 |                                    |                                    | Eleonora van Aquitanië (ca. 1122/1124-1204) | Eleonora van Aquitanië (ca. 1122/1124-1204) | Eleonora van Aquitanië (ca. 1122/1124-1204) | Eleonora van Aquitanië (ca. 1122/1124-1204) | Eleonora van Aquitanië (ca. 1122/1124-1204) | Eleonora van Aquitanië (ca. 1122/1124-1204) |                                         |                                         |                                         |                                         |                                  |                                  |                                             |                                             |                                             |                                             | Adhémar van Angoulême (ca. 1160-1202)       | Adhémar van Angoulême (ca. 1160-1202)       | Adhémar van Angoulême (ca. 1160-1202) | Adhémar van Angoulême (ca. 1160-1202) | Adhémar van Angoulême (ca. 1160-1202) | Adhémar van Angoulême (ca. 1160-1202) |                                         |                                         |                                         |                                         |                                         |                                         | Adelheid van Courtenay (ca. 1160/1165-1218) | Adelheid van Courtenay (ca. 1160/1165-1218) | Adelheid van Courtenay (ca. 1160/1165-1218) | Adelheid van Courtenay (ca. 1160/1165-1218) | Adelheid van Courtenay (ca. 1160/1165-1218) | Adelheid van Courtenay (ca. 1160/1165-1218) |                                     |                                     |                                     |                                     |  |  |  |  |  |  |  |  |  |  |  |  |  |  |  |  |  |  |  |  |  |  |  |  |  |  |  |  |  |  |  |  |  |  |  |  |  |  |  |  |  |  |  |  |  |  |  |  |
|                                  |                                  |                                  |                                  | Hendrik II van Engeland (1133-1189)  | Hendrik II van Engeland (1133-1189)  | Hendrik II van Engeland (1133-1189)   | Hendrik II van Engeland (1133-1189)   | Hendrik II van Engeland (1133-1189)   | Hendrik II van Engeland (1133-1189)   |                                       |                                       |                                 |                                 |                                    |                                    | Eleonora van Aquitanië (ca. 1122/1124-1204) | Eleonora van Aquitanië (ca. 1122/1124-1204) | Eleonora van Aquitanië (ca. 1122/1124-1204) | Eleonora van Aquitanië (ca. 1122/1124-1204) | Eleonora van Aquitanië (ca. 1122/1124-1204) | Eleonora van Aquitanië (ca. 1122/1124-1204) |                                         |                                         |                                         |                                         |                                  |                                  |                                             |                                             |                                             |                                             | Adhémar van Angoulême (ca. 1160-1202)       | Adhémar van Angoulême (ca. 1160-1202)       | Adhémar van Angoulême (ca. 1160-1202) | Adhémar van Angoulême (ca. 1160-1202) | Adhémar van Angoulême (ca. 1160-1202) | Adhémar van Angoulême (ca. 1160-1202) |                                         |                                         |                                         |                                         |                                         |                                         | Adelheid van Courtenay (ca. 1160/1165-1218) | Adelheid van Courtenay (ca. 1160/1165-1218) | Adelheid van Courtenay (ca. 1160/1165-1218) | Adelheid van Courtenay (ca. 1160/1165-1218) | Adelheid van Courtenay (ca. 1160/1165-1218) | Adelheid van Courtenay (ca. 1160/1165-1218) |                                     |                                     |                                     |                                     |  |  |  |  |  |  |  |  |  |  |  |  |  |  |  |  |  |  |  |  |  |  |  |  |  |  |  |  |  |  |  |  |  |  |  |  |  |  |  |  |  |  |  |  |  |  |  |  |
|                                  |                                  |                                  |                                  |                                      |                                      |                                       |                                       |                                       |                                       | Jan zonder Land (ca. 1166-1216)       | Jan zonder Land (ca. 1166-1216)       | Jan zonder Land (ca. 1166-1216) | Jan zonder Land (ca. 1166-1216) | Jan zonder Land (ca. 1166-1216)    | Jan zonder Land (ca. 1166-1216)    |                                             |                                             |                                             |                                             |                                             |                                             |                                         |                                         |                                         |                                         |                                  |                                  |                                             |                                             |                                             |                                             |                                             |                                             |                                       |                                       |                                       |                                       | Isabella van Angoulême (ca. 1188-1246 ) | Isabella van Angoulême (ca. 1188-1246 ) | Isabella van Angoulême (ca. 1188-1246 ) | Isabella van Angoulême (ca. 1188-1246 ) | Isabella van Angoulême (ca. 1188-1246 ) | Isabella van Angoulême (ca. 1188-1246 ) |                                             |                                             |                                             |                                             |                                             |                                             |                                     |                                     |                                     |                                     |  |  |  |  |  |  |  |  |  |  |  |  |  |  |  |  |  |  |  |  |  |  |  |  |  |  |  |  |  |  |  |  |  |  |  |  |  |  |  |  |  |  |  |  |  |  |  |  |
|                                  |                                  |                                  |                                  |                                      |                                      |                                       |                                       |                                       |                                       | Jan zonder Land (ca. 1166-1216)       | Jan zonder Land (ca. 1166-1216)       | Jan zonder Land (ca. 1166-1216) | Jan zonder Land (ca. 1166-1216) | Jan zonder Land (ca. 1166-1216)    | Jan zonder Land (ca. 1166-1216)    |                                             |                                             |                                             |                                             |                                             |                                             |                                         |                                         |                                         |                                         |                                  |                                  |                                             |                                             |                                             |                                             |                                             |                                             |                                       |                                       |                                       |                                       | Isabella van Angoulême (ca. 1188-1246 ) | Isabella van Angoulême (ca. 1188-1246 ) | Isabella van Angoulême (ca. 1188-1246 ) | Isabella van Angoulême (ca. 1188-1246 ) | Isabella van Angoulême (ca. 1188-1246 ) | Isabella van Angoulême (ca. 1188-1246 ) |                                             |                                             |                                             |                                             |                                             |                                             |                                     |                                     |                                     |                                     |  |  |  |  |  |  |  |  |  |  |  |  |  |  |  |  |  |  |  |  |  |  |  |  |  |  |  |  |  |  |  |  |  |  |  |  |  |  |  |  |  |  |  |  |  |  |  |  |
|                                  |                                  |                                  |                                  |                                      |                                      |                                       |                                       |                                       |                                       |                                       |                                       |                                 |                                 |                                    |                                    |                                             |                                             |                                             |                                             |                                             |                                             |                                         |                                         |                                         |                                         |                                  |                                  |                                             |                                             |                                             |                                             |                                             |                                             |                                       |                                       |                                       |                                       |                                         |                                         |                                         |                                         |                                         |                                         |                                             |                                             |                                             |                                             |                                             |                                             |                                     |                                     |                                     |                                     |  |  |  |  |  |  |  |  |  |  |  |  |  |  |  |  |  |  |  |  |  |  |  |  |  |  |  |  |  |  |  |  |  |  |  |  |  |  |  |  |  |  |  |  |  |  |  |  |
|                                  |                                  |                                  |                                  |                                      |                                      |                                       |                                       |                                       |                                       |                                       |                                       |                                 |                                 |                                    |                                    |                                             |                                             |                                             |                                             |                                             |                                             |                                         |                                         |                                         |                                         |                                  |                                  |                                             |                                             |                                             |                                             |                                             |                                             |                                       |                                       |                                       |                                       |                                         |                                         |                                         |                                         |                                         |                                         |                                             |                                             |                                             |                                             |                                             |                                             |                                     |                                     |                                     |                                     |  |  |  |  |  |  |  |  |  |  |  |  |  |  |  |  |  |  |  |  |  |  |  |  |  |  |  |  |  |  |  |  |  |  |  |  |  |  |  |  |  |  |  |  |  |  |  |  |
|                                  |                                  |                                  |                                  | Hendrik III van Engeland (1207-1272) | Hendrik III van Engeland (1207-1272) | Hendrik III van Engeland (1207-1272)  | Hendrik III van Engeland (1207-1272)  | Hendrik III van Engeland (1207-1272)  | Hendrik III van Engeland (1207-1272)  |                                       |                                       |                                 |                                 | Richard van Cornwall (1209-1272)   | Richard van Cornwall (1209-1272)   | Richard van Cornwall (1209-1272)            | Richard van Cornwall (1209-1272)            | Richard van Cornwall (1209-1272)            | Richard van Cornwall (1209-1272)            |                                             |                                             |                                         |                                         | Johanna van Engeland (1210-1238)        | Johanna van Engeland (1210-1238)        | Johanna van Engeland (1210-1238) | Johanna van Engeland (1210-1238) | Johanna van Engeland (1210-1238)            | Johanna van Engeland (1210-1238)            |                                             |                                             |                                             |                                             | Isabella van Engeland (1214-1241)     | Isabella van Engeland (1214-1241)     | Isabella van Engeland (1214-1241)     | Isabella van Engeland (1214-1241)     | Isabella van Engeland (1214-1241)       | Isabella van Engeland (1214-1241)       |                                         |                                         |                                         |                                         | Eleonora van Leicester (1215-1275)          | Eleonora van Leicester (1215-1275)          | Eleonora van Leicester (1215-1275)          | Eleonora van Leicester (1215-1275)          | Eleonora van Leicester (1215-1275)          | Eleonora van Leicester (1215-1275)          |                                     |                                     |                                     |                                     |  |  |  |  |  |  |  |  |  |  |  |  |  |  |  |  |  |  |  |  |  |  |  |  |  |  |  |  |  |  |  |  |  |  |  |  |  |  |  |  |  |  |  |  |  |  |  |  |

## Nalatenschap
Richard van Cornwall schonk diverse regalia aan de Dom van Aken, bedoeld voor toekomstige kroningsplechtigheden. Daarvan zijn er een aantal verloren gegaan. In de schatkamer van de Dom van Aken worden nog bewaard: de verguld zilveren scepter met een duif en een fraaie met leer en vergulde koperen plaatjes beklede kist. In het museum van Bedford worden bronzen gewichten bewaard met in reliëf het wapen van Richard van Cornwall.

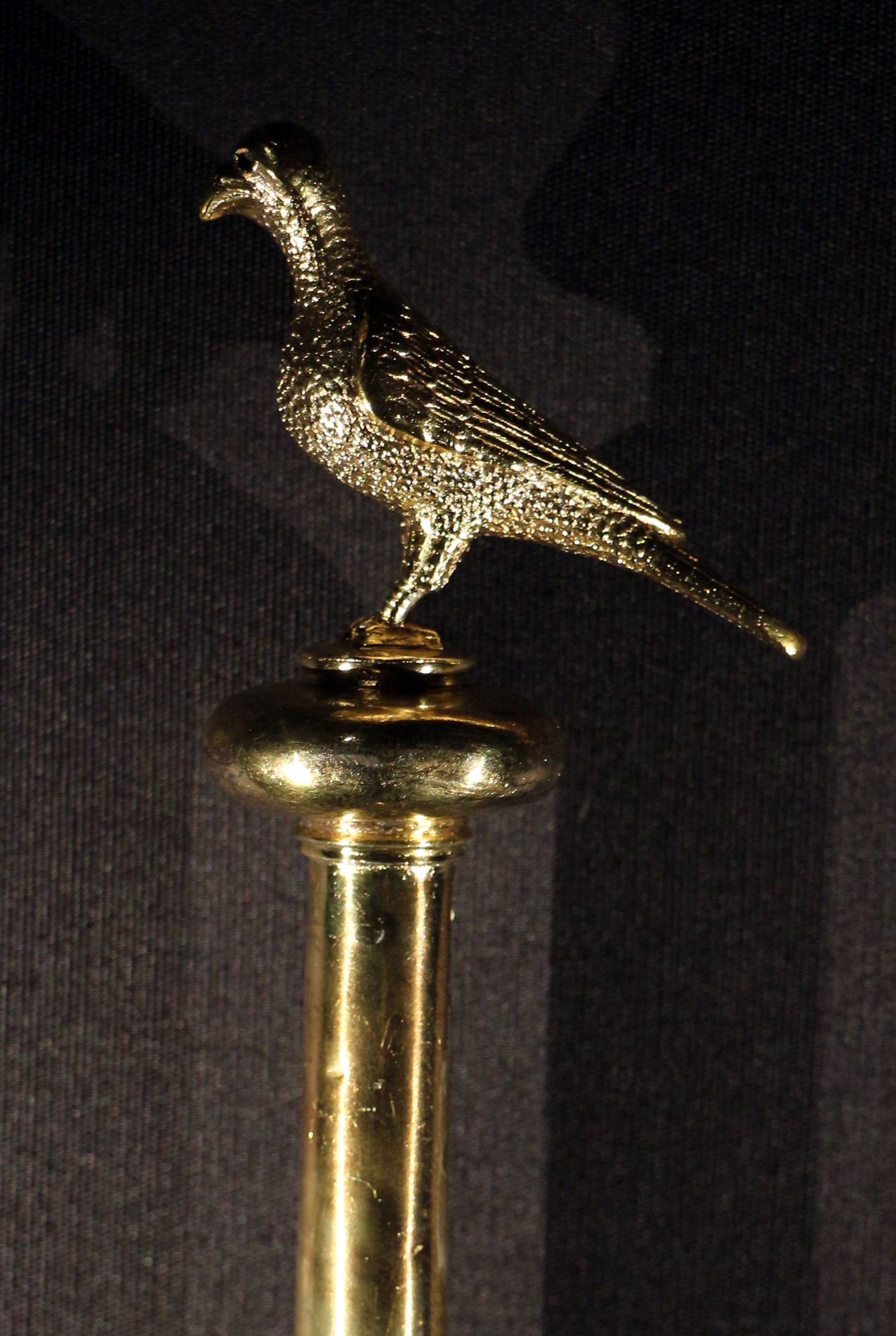
Scepter van Richard van Cornwall, Aken
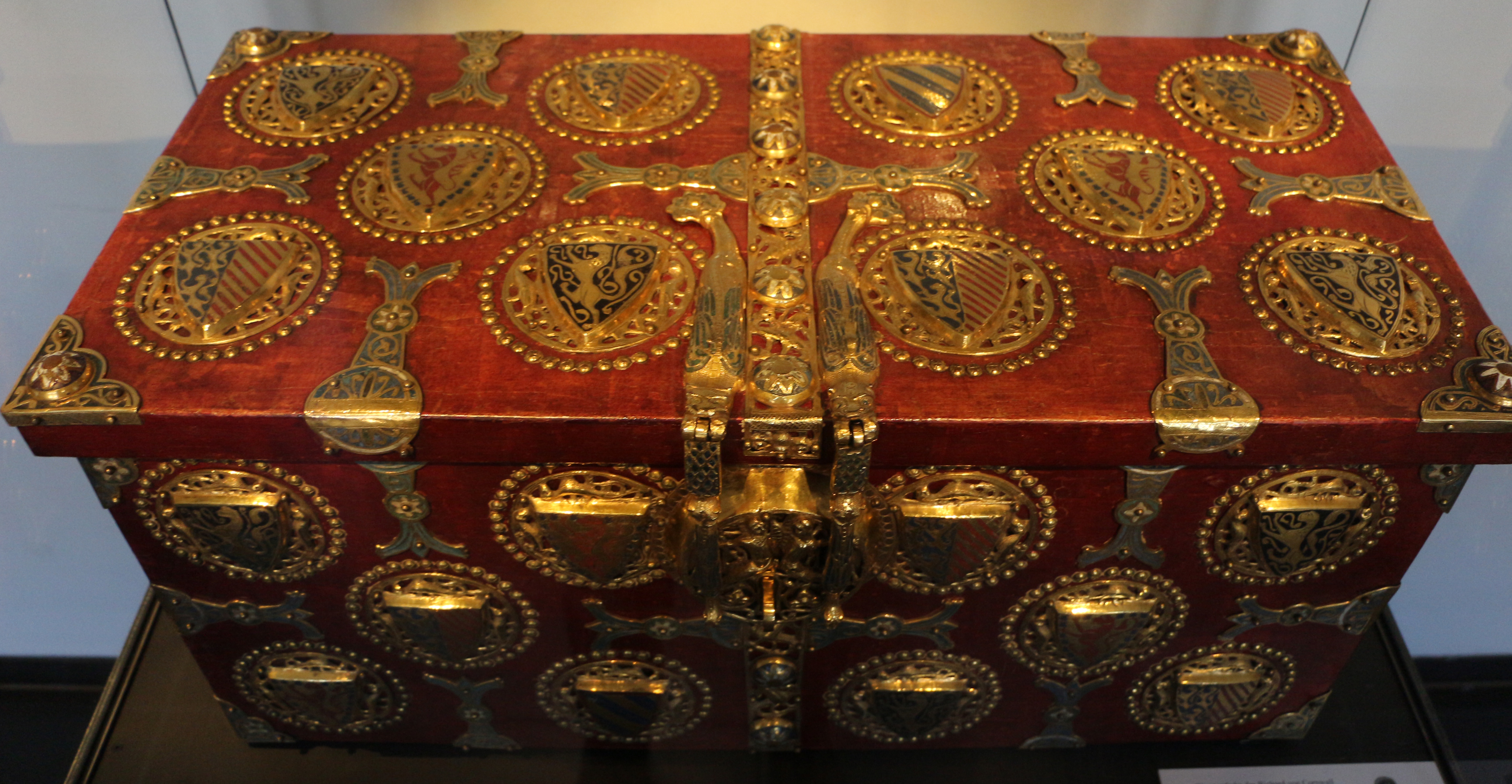
Kist van Richard van Cornwall, Aken
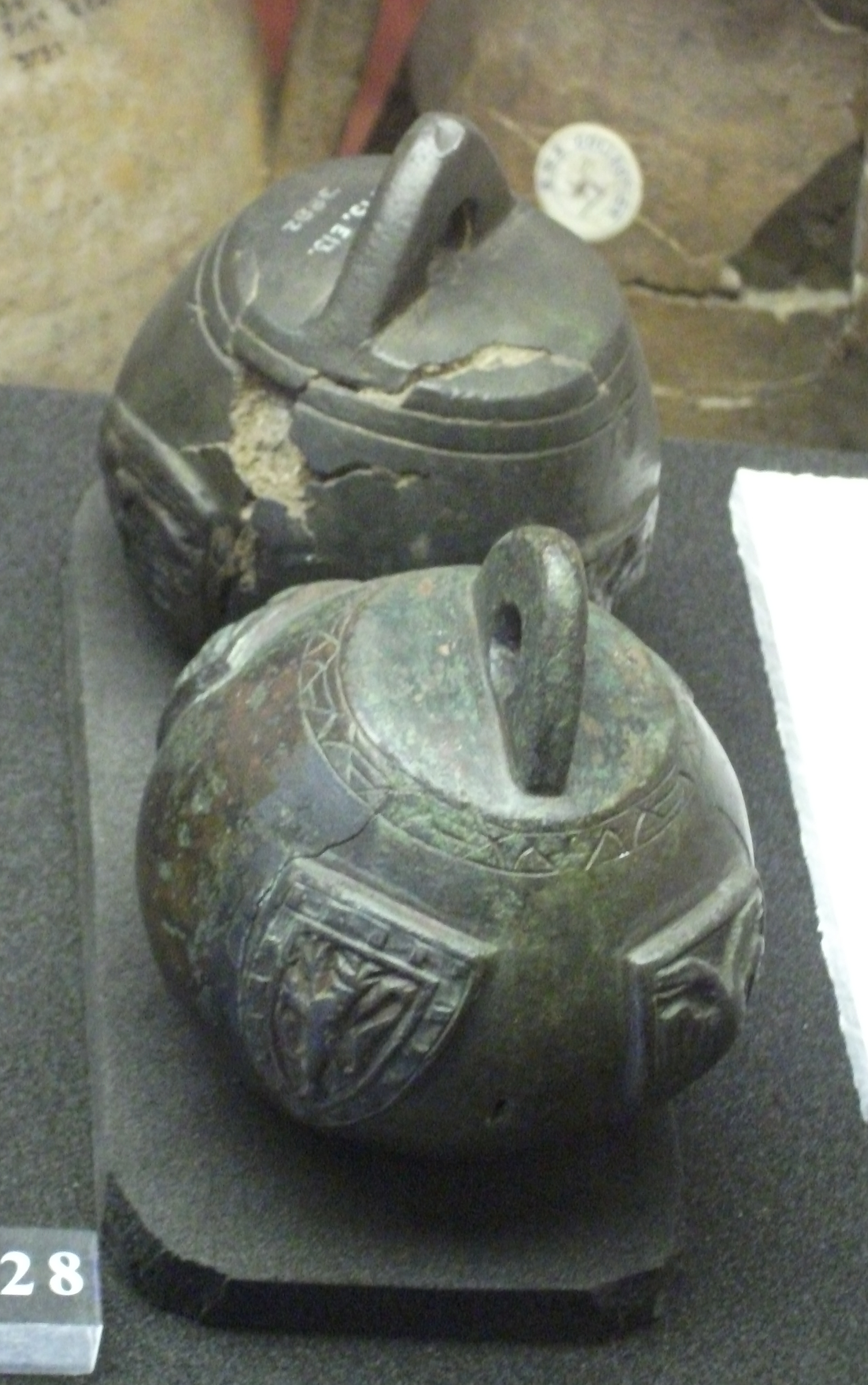
Bronzen gewichten, Bedford